# Сільва (жанр поезії)
С́ільва (від лат. silvaодн. — ліс, лат. silvaeмн. — ліси, матеріали, начерки) — жанр віршованої творчості, поширений у римській літературі перших століть нашої ери.

## Теми
Сільви — вірші на різні нагоди (оказії): поздоровлення до дня народження, весілля, одруження, вирази співчуття з приводу смерті, втрати рідних, горя тощо. За формою — це імпровізації з широким використанням готових поетичних формул, запозичених у Вергілія, Горація, Овідія, іноді просто з підручників риторики. Мізерність чи простота сюжетів прикривалася пишною словесною облудністю. Сільви зображали лише парадні сторони римського життя.

## «Silvae»
Найбільше такими віршами уславився давньоримський поет часів правління імператора Доміціана Публій Папіній Стацій (грец. Πόπλιος Παπίνιος Στάτιος) (бл. 45 — бл. 96). Сільви, складені Стацієм між 89-96 роками нашої ери, були опубліковані в п'яти книгах збірки «Silvae», яка містила 32 поеми. Кожна книга містила прозову передмову, яка представляла тематику та присвяту книги. Так, у передмові до першої книги поет описує свій швидкий стиль композиції, дає короткий опис віршів і контексту, в якому вони були написані, вказує, кому присвячена книга. У сільвах Стацій переважно використовував гекзаметр, сапфічну строфу й ліричну метрику, писав їх на якусь оказію експромтом у момент натхнення, а потім в короткий термін (до двох днів) переробляв у відшліфований метричний вірш. Сюжети сільв різноманітні й дають велику кількість інформації про Рим періоду правління Доміціана та життя самого Стація.

## Відродження сільв
В епоху Відродження інтерес до сільв Стація був відновлений, зокрема Анджело Поліціано, який популяризував збірку «Silvae» обширними коментарями, сам використовував сільви у багатьох своїх віршах та видав власну збірку «Silvae». Поезія Поліціано надихнула інших поетів та започаткувала тенденцію називати будь-яку збірку оказіональної поезії - Sylvae. Нідерландський юрист та поет Гуго Гроцій на початку 17 століття склав хвалебні сильви, які взорувалися на поезії Стація, і створив власне видання з коментарями. 1685 року англійський поет Джон Драйден склав поетичну збірку під назвою «Sylvae».